# Orgeln der Basilika Vierzehnheiligen

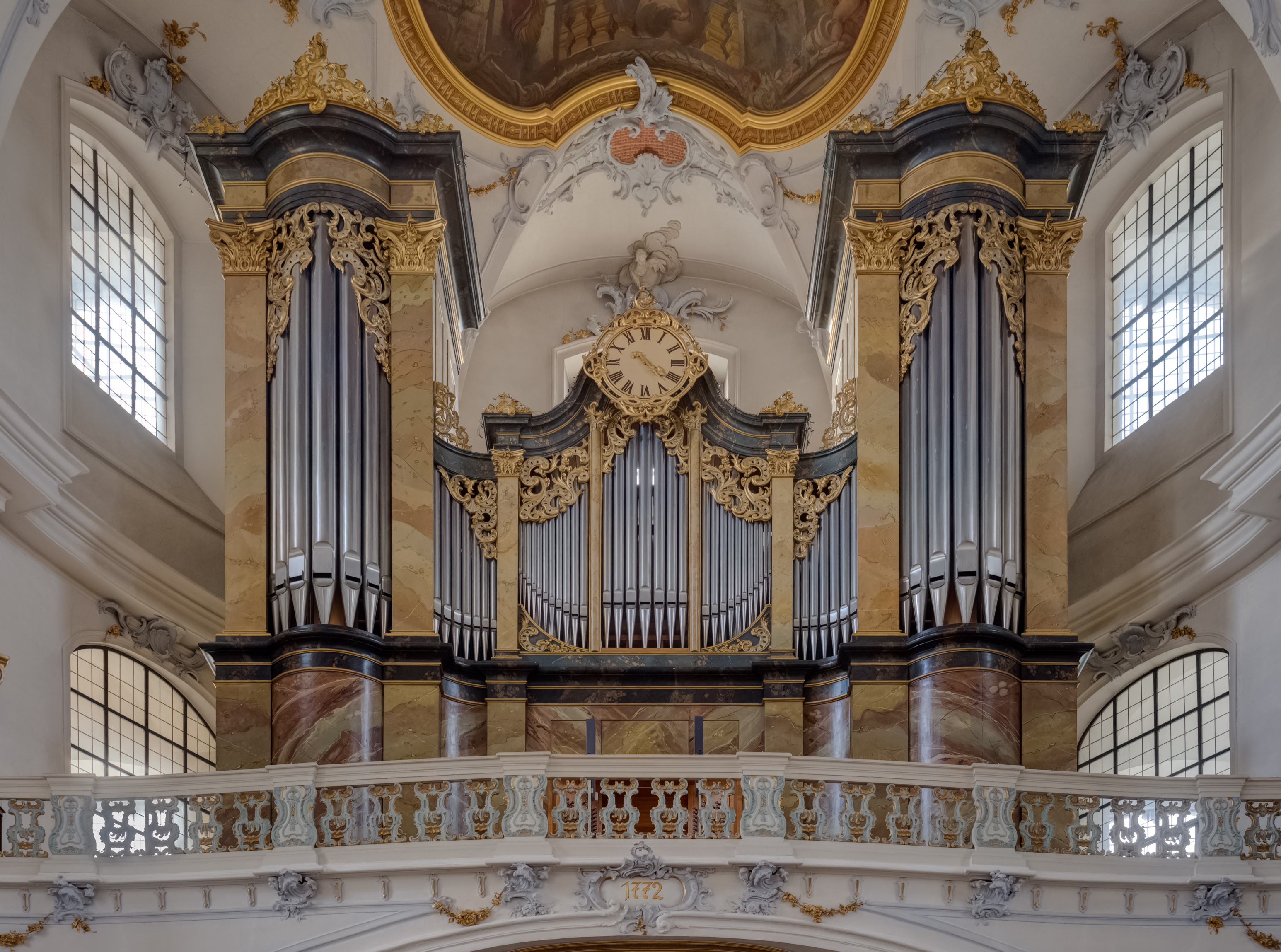
Rieger-Orgel der Basilika Vierzehnheiligen

Die Orgeln in der Basilika Vierzehnheiligen bei Bad Staffelstein sind die Hauptorgel von Rieger Orgelbau und die fahrbare Chororgel von Orgelbau Eisenbarth. Die Rieger-Orgel aus dem Jahr 1999 in einem Gehäuse von 1848 verfügt über 68 Register auf vier Manualen und Pedal und die zweimanualige Eisenbarth-Orgel aus dem Jahr 1986 über 13 klingende Register.

## Geschichte

### Vorgeschichte
Es gab im 18. Jahrhundert zwei Orgeln in Vierzehnheiligen, eine auf der Empore über der Sakristei, die andere, größere auf der Westempore. Ob die kleine Orgel später in die größere eingearbeitet oder aufgrund der Säkularisation verkauft wurde, ist bis heute unklar. Diese Orgel wurde jedoch bei dem Kirchenbrand am Kunigundentag 1835 völlig zerstört.

### Neubau durch Bittner 1848

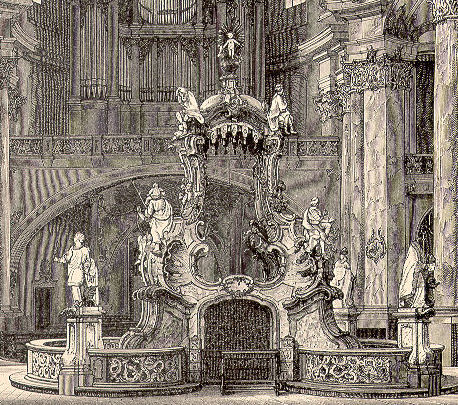
Gnadenaltar mit Orgel im 19. Jahrhundert (aus Pierers Konversationslexikon von 1891)

Im Zug der umfangreichen Erneuerungen nach dem Brand errichtete 1848 Augustin Ferdinand Bittner aus Nürnberg ein neues Orgelwerk, ebenfalls auf der Westempore. Es umfasste 39 Register auf zwei Manualen und Pedal. 1870 wurde der Orgelbauer Ludwig Weineck aus Bayreuth mit einem Umbau beauftragt, der aber kein zufriedenstellendes Resultat erbrachte.

### Reorganisationen und Erweiterungen durch Steinmeyer 1905 und 1951
Deshalb führte 1905 die Firma Steinmeyer einen technischen Neubau mit Röhrenpneumatik durch und erweiterte die Orgel auf drei Manuale und 42 Register.
Bei einem weiteren Umbau 1951 entfernte Steinmeyer die Röhrenpneumatik und stellte die Orgel auf elektrische Ton- und Registersteuerung um. Das Werk wurde im Sinne des Neobarock aufgehellt und auf 60 Register erweitert. 1962 entschloss man sich, den zweigeschossigen Mittelteil des Orgelprospekts auf ein Geschoss zu erniedrigen, weil das Oberwerk ein dahinterliegendes Fenster verdeckte. Der untere Prospektteil wurde entfernt und der Teil mit der Uhr tiefergesetzt. Die ursprüngliche Situation ist auf dem Bild mit dem Gnadenaltar zu erkennen.
Disposition der durch Steinmeyer neugebauten Bittner-Orgel (Bittner/Steinmeyer-Orgel, 1951–1998)
| I Hauptwerk C–g3 |        |
| Principal        | 016′   |
| Principal        | 08′    |
| Gamba            | 08′    |
| Gemshorn         | 08′    |
| Gedeckt          | 08′    |
| Octav            | 04′    |
| Salicet          | 04′    |
| Rohrflöte        | 04′    |
| Nazard           | 02 ⁄3′ |
| Oktav            | 02′    |
| Schwiegel        | 02′    |
| Mixtur IV–VI     | 01 ⁄3′ |
| Scharff IV–V0    | 01′    |
| Trompete         | 016′   |
| Trompete         | 08′    |

| II Oberwerk C–g3 |         |
| Bordun           | 016′    |
| Principal        | 08′     |
| Salicional       | 08′     |
| Quintade         | 08′     |
| Principal        | 04′     |
| Kleingedeckt     | 04′     |
| Superoktav       | 02′     |
| Terz             | 01 3⁄5′ |
| Superquint       | 01 ⁄3′  |
| Glöcklein        | 01′     |
| Kornett III-V    | 08′     |
| Zymbel II        | 01⁄2′   |
| Rankett          | 016′    |
| Krummhorn        | 08′     |
| Singend Regal0   | 04′     |
|                  |         |
| Tremulant        |         |

| III Schwellwerk C–g3 |         |
| Rohrgedackt          | 016′    |
| Äoline               | 08′     |
| Geigenschwebung0     | 08′     |
| Holzflöte            | 08′     |
| Ital. Principal      | 04′     |
| Koppelflöte          | 04′     |
| Quint                | 02 ⁄3′  |
| Waldflöte            | 02′     |
| Terz                 | 01 3⁄5′ |
| Sifflöte             | 01′     |
| Plein jeu IV–V       | 02 ⁄3′  |
| Echomixtur VI        | 02′     |
| Fagott               | 016′    |
| Helle Trompete       | 08′     |
| Clarine              | 04′     |
|                      |         |
| Tremulant            |         |

| Pedal C–f1          |          |
| Principalbass0      | 016′     |
| Violon              | 016′     |
| Subbass             | 016′     |
| Gedecktbass (Tr.)   | 016′     |
| Quintbass           | 010 2⁄3′ |
| Oktavbass           | 08′      |
| Flötbass (Tr.)      | 08′      |
| Terzbass            | 06 2⁄5′  |
| Principalbass (Tr.) | 04′      |
| Pommer              | 04′      |
| Rohrpfeife          | 02′      |
| Mixtur IV           | 02 ⁄3′   |
| Posaune             | 016′     |
| Trompete            | 08′      |
| Englischhorn (Tr.)  | 04′      |

- Koppeln: II/I, III/I, III/II, I/P, II/P, III/P, super III/P, sub III/I, sub III/II, sub III, super III/I, super III/II, super III
- Spielhilfen:  2 freie Kombinationen, 2 freie Pedalkombinationen, Walze, Handregister ab, Zungen ab, Zungeneinzelabsteller, Tutti, Generaltutti.

### Neubau durch Rieger 1999
Nach der 1993 abgeschlossenen Kirchensanierung wurde der Wunsch nach einem Neubau der schadhaften Westorgel laut. Den Auftrag erhielt die österreichische Firma Rieger Orgelbau. Sie erbaute eine neue Orgel mit 68 klingenden Registern im denkmalgeschützten Bittner-Gehäuse von 1848. Die alte Orgel fand einen Platz im Orgelmuseum Schloss Valley (bei Holzkirchen).

## Die Rieger-Orgel von 1999
Die neue Orgel ist stilistisch vielseitig einsetzbar, hat als Schwerpunkt aber den Orgelbau der französischen Romantik, umgesetzt mit aktueller Technik. Sie umfasst die Teilwerke Hauptwerk (I), Positiv (II), Schwellwerk (III) und Chamadewerk (Bombardwerk, IV). Die Disposition wurde von Basilikaorganist und Regionalkantor Georg Hagel sowie Orgelbaumeister Christoph Glatter-Götz erarbeitet. Die Spieltraktur ist mechanisch, die Registertraktur elektrisch.
Direkt in der Mitte über dem Spielschrank befinden sich die Windladen und Pfeifen des Hauptwerks, eingefasst von den beiden Pedaltürmen. Hinter dem Hauptwerk steht der Schwellkasten des Récit expressiv, ein typisch französisches Schwellwerk, reich besetzt mit Lingualregistern. Auf den Schwellkasten wurde das Bombardwerk mit den horizontalen Chamaden 16′, 8′ und 4′ gebaut, dort befinden sich auch die handgegossenen Messingglocken des Glockenspiels. Hinter den Pedaltürmen befinden sich die Schwellkästen des Positivs.
Links und rechts des Schwellwerks stehen die großen, teils gekröpften Pfeifen des Untersatzes 32′ und der Kontrabombarde 32′. Dort befinden sich auch die geteilten Kästen des schwellbaren Positivs. Der Prospekt der Orgel ist zwar der alte, das Gehäuse und die gesamte Technik wurde jedoch neu konstruiert. Unter dem Récit arbeitet das Gebläse mit über zwölf Kilowatt Leistung.
Der Spieltisch hat insgesamt 89 Registerzüge (68 für die Register, 3 für Tremulanten und Glockenspiel und 18 Züge für die elektrischen Koppeln). Außerdem kann man mit magnetischen Kopplungen einen zweiten Spieltisch anschließen.

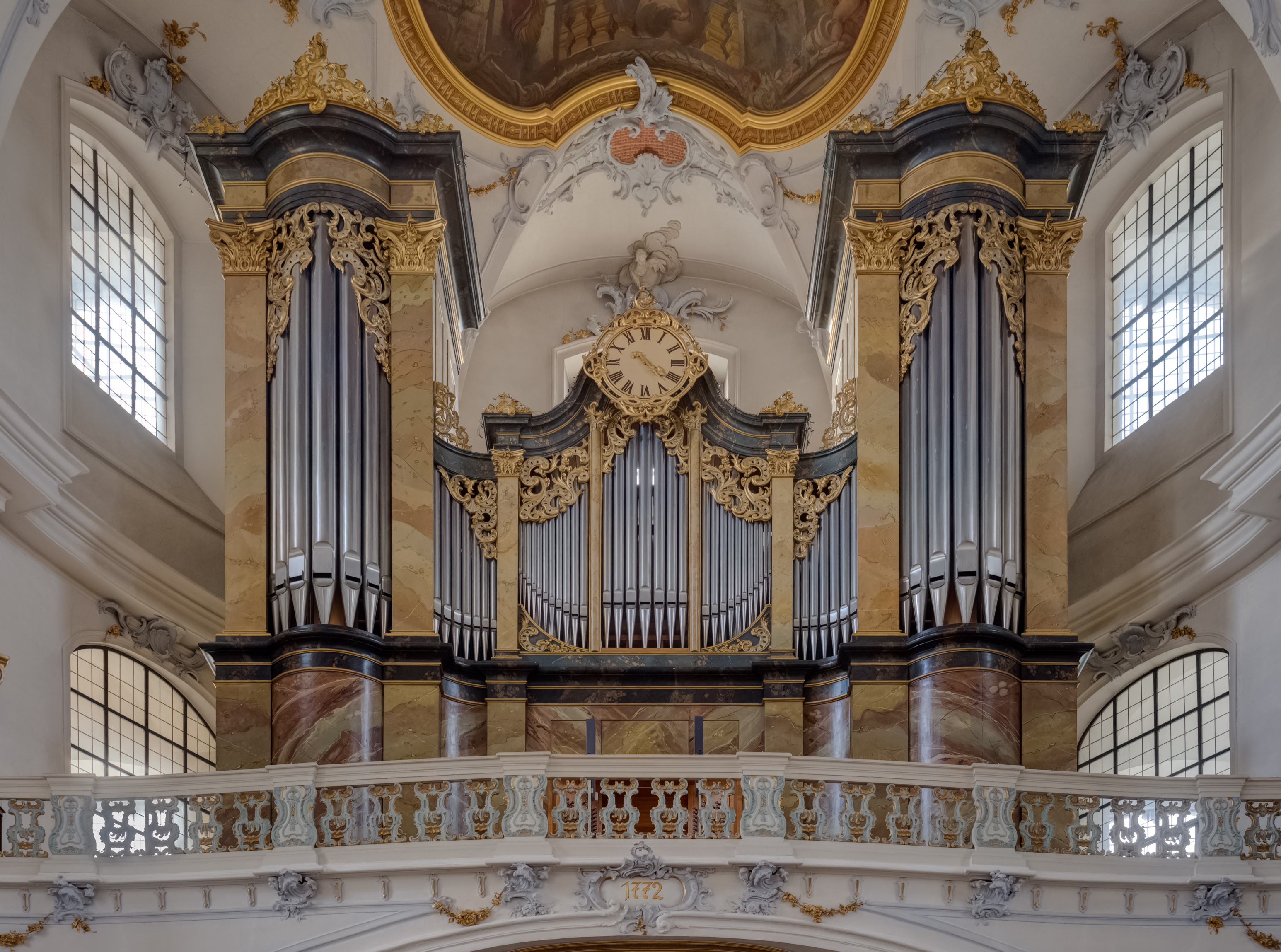
Gesamtbild der Rieger-Orgel
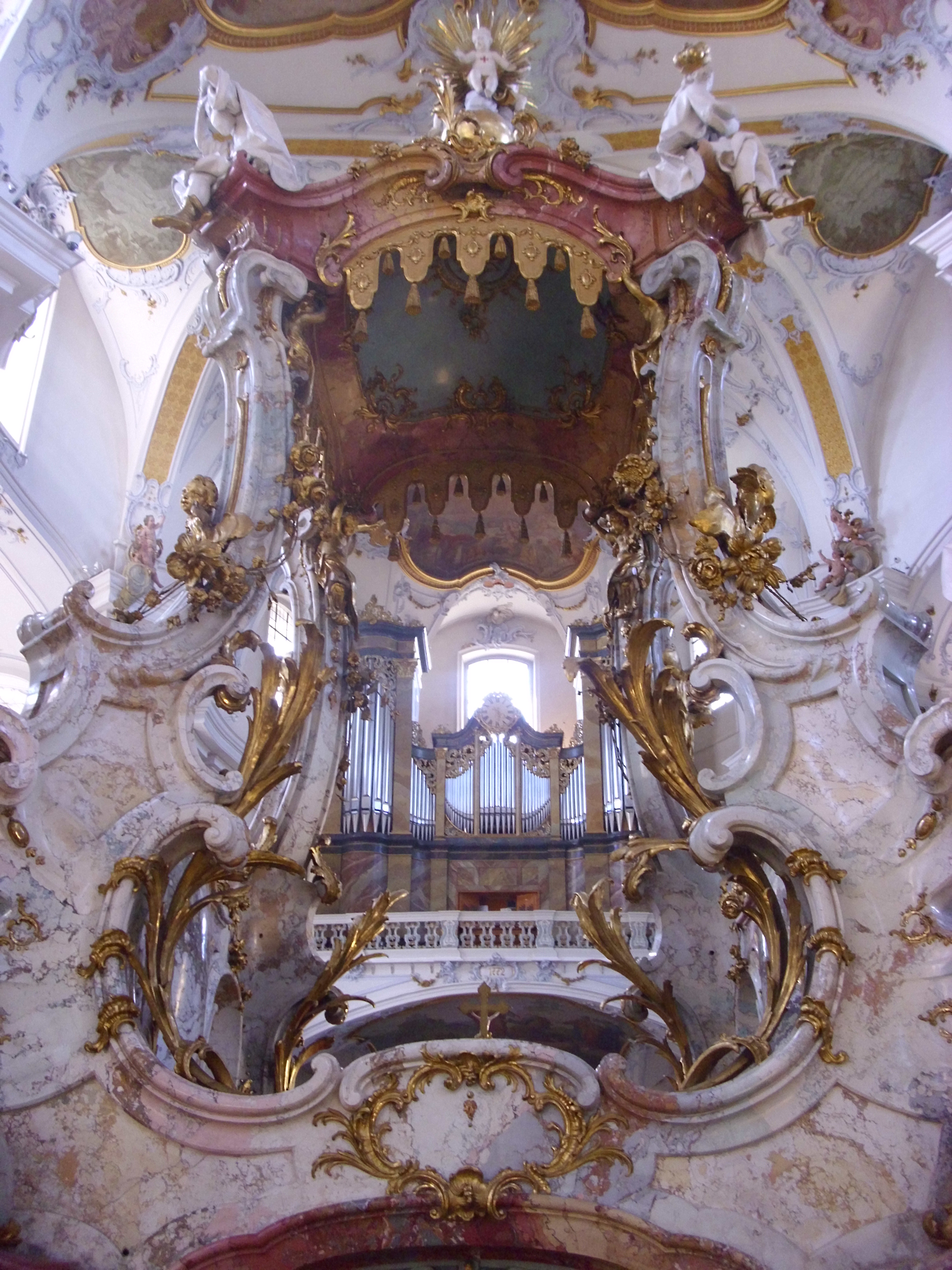
Orgel vom Gnadenaltar
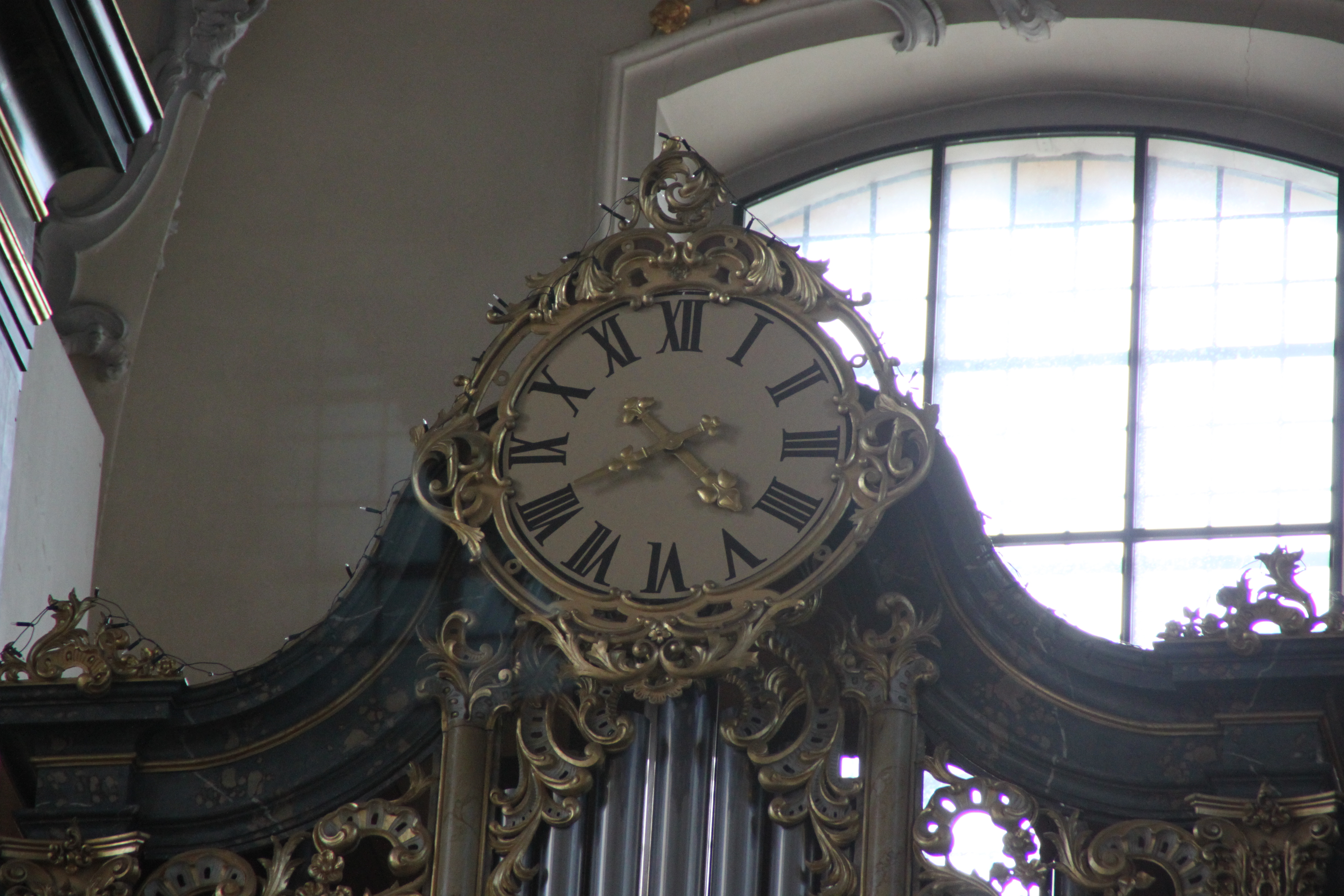
Detail mit Uhr
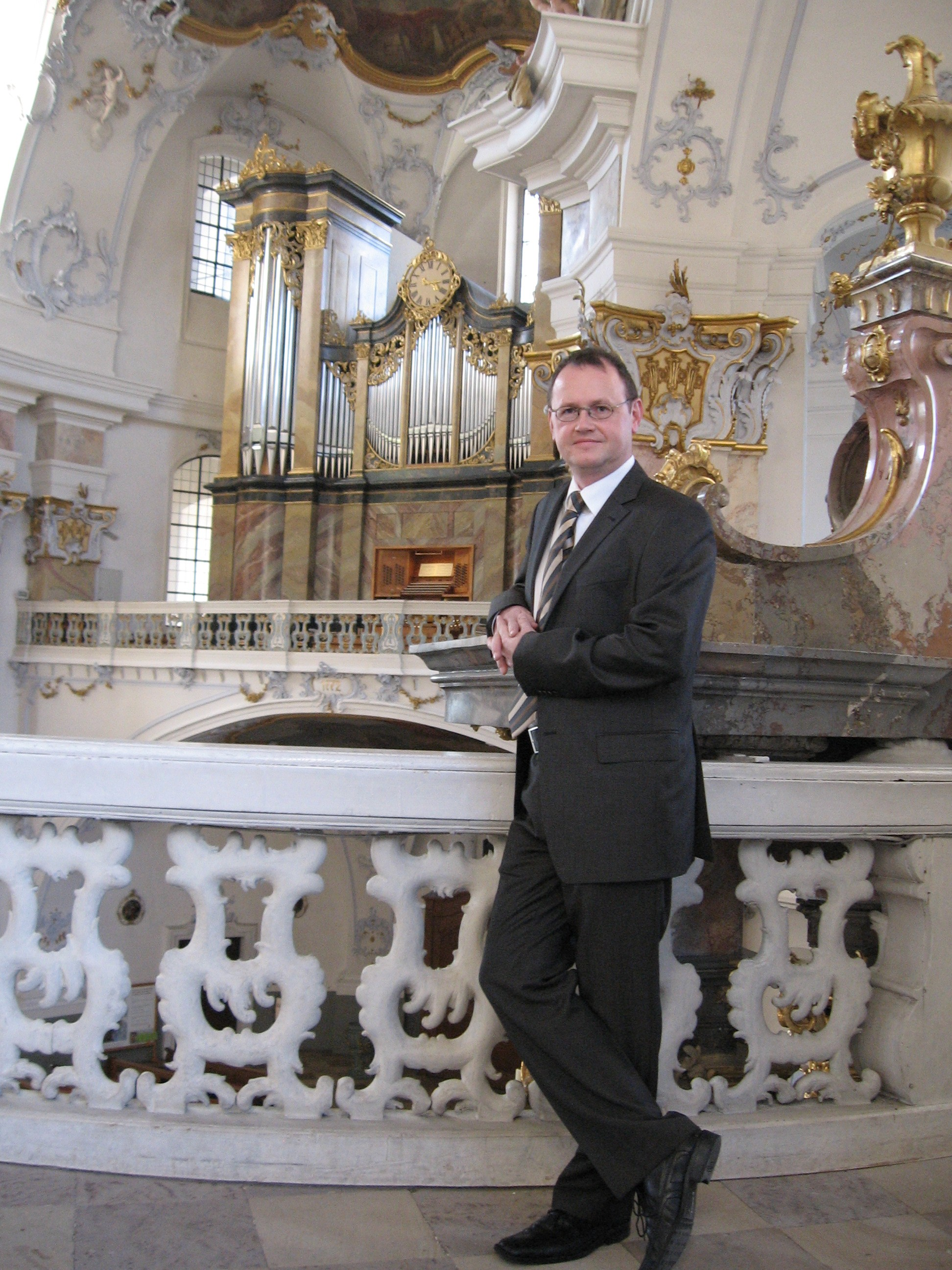
Basilikaorganist Georg Hagel (2010)

Die Orgel besitzt folgende Disposition:
| I Hauptwerk C–c4   |        |
| Principal          | 16′    |
| Bordun             | 16′    |
| Principal          | 08′    |
| Bordun             | 08′    |
| Gamba              | 08′    |
| Flûte harmonique 0 | 08′    |
| Octav              | 04′    |
| Flöte              | 04′    |
| Quinte             | 02 ⁄3′ |
| Superoctav         | 02′    |
| Mixtur major V     | 02′    |
| Mixtur minor IV    | 01 ⁄3′ |
| Cornet V           | 08′    |
| Trompete           | 16′    |
| Trompete           | 08′    |
| Trompete           | 04′    |

| II Positiv C–c4  |         |
| Principal        | 08′     |
| Gedackt          | 08′     |
| Salicional       | 08′     |
| Unda maris       | 08′     |
| Octav            | 04′     |
| Blockflöte       | 04′     |
| Nasat            | 02 ⁄3′  |
| Superoctave      | 02′     |
| Flöte            | 02′     |
| Terz             | 01 3⁄5′ |
| Quinte           | 01 ⁄3′  |
| Sifflet          | 01′     |
| Scharff III–IV 0 | 01′     |
| Bassetthorn      | 16′     |
| Cromorne         | 08′     |
| Clarinette       | 08′     |
|                  |         |
| Tremulant        |         |

| III Schwellwerk C–c4   |         |
| Bourdon                | 16′     |
| Flûte traversière      | 08′     |
| Cor de nuit            | 08′     |
| Eolienne               | 08′     |
| Gambe                  | 08′     |
| Voix céleste           | 08′     |
| Viole                  | 04'     |
| Flûte octaviante       | 04′     |
| Nazard harmonique      | 02 ⁄3′  |
| Octavin                | 02′     |
| Tierce harmonique      | 01 3⁄5′ |
| Plein Jeu V            | 02 ⁄3′  |
| Bombarde               | 16′     |
| Trompette harmonique 0 | 08′     |
| Hautbois               | 08′     |
| Clairon harmonique     | 04′     |
| Voix humaine           | 08′     |
|                        |         |
| Tremulant              |         |

| IV Bombardwerk C–c4   |     |
| Chamade               | 16′ |
| Chamade               | 08′ |
| Chamade               | 04′ |
| Glockenspiel (C–c2) 0 | 04' |

| Pedal C–g1       |         |
| Untersatz        | 32′     |
| Principal        | 16′     |
| Subbaß           | 16′     |
| Violon           | 16′     |
| Quinte           | 10 2⁄3′ |
| Octav            | 08′     |
| Baßflöte         | 08′     |
| Flöte            | 04′     |
| Octav            | 04′     |
| Jubal Flöte      | 02′     |
| Mixtur V         | 02 ⁄3′  |
| Kontrabombarde 0 | 32′     |
| Bombarde         | 16′     |
| Fagott           | 16′     |
| Posaune          | 08′     |
| Clairon          | 04′     |

- Koppeln:
  - Mechanisch: II/I, III/I, IV/I, III/II, I/P, II/P, III/P, IV/P
  - Elektrisch: II/I, III/I, IV/I, III/II, I/P, II/P, III/P, IV/P, IV/III, IV/II, III/III 16′, III/II 16′, III/I 16′, I/I 16′, III/III 4′, III/II 4′, III/I 4′, III/P
- Spielhilfen: Kombinationsanlage mit 96×8 Speichermöglichkeiten, Sequenzer vorwärts–rückwärts; 4 Crescendi (einstellbar); Kartenspeicher.

## Chororgel

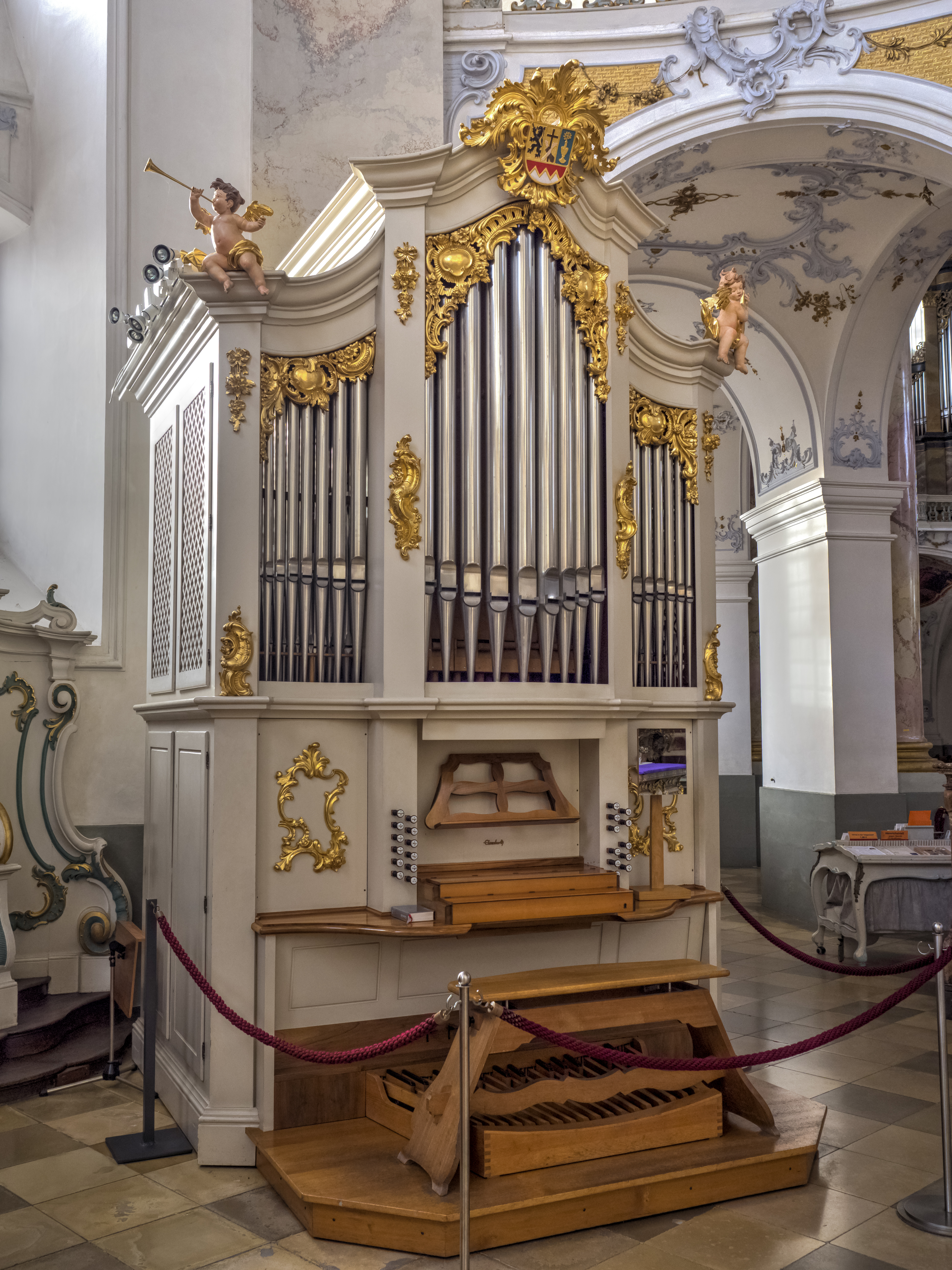
Chororgel in der Basilika Vierzehnheiligen

Außerdem befindet sich im südlichen Querhaus der Basilika eine fahrbare Chororgel von Orgelbau Eisenbarth aus dem Jahre 1986. Das Schleifladen-Instrument hat 19 Register, darunter 6 Transmissionen auf zwei Manualen und Pedal. Die Spiel- und Registertrakturen sind mechanisch.
| I Hauptwerk C–g3 |                    |        |
| 1.               | Prinzipal          | 8′     |
| 2.               | Flute traversiere0 | 8′     |
| 3.               | Gedackt            | 8′     |
| 4.               | Oktave             | 4′     |
| 5.               | Rohrflöte          | 4′     |
| 6.               | Nasat              | 2 ⁄3′  |
| 7.               | Oktave             | 2′     |
| 8.               | Flageolett         | 2′     |
| 9.               | Terz               | 1 3⁄5′ |
| 10.              | Mixtur IV          | 1 ⁄3′  |
| 11.              | Trompete           | 8′     |
|                  | Tremolo            |        |

| II Positiv C–g3 |                       |        |
| 12.             | Gedackt (= Nr. 3)     | 8′     |
| 13.             | Rohrflöte (= Nr. 5)   | 4′     |
| 14.             | Nasat (= Nr. 6)       | 2 ⁄3′  |
| 15.             | Flageolett (= Nr. 8)0 | 2′     |
| 16.             | Terz (= Nr. 9)        | 1 3⁄5′ |

| Pedal C–f1 |             |     |
| 17.        | Subbaß      | 16′ |
| 18.        | Prinzipal 0 | 08′ |
| 19.        | Fagott      | 16' |

- Koppeln: II/I, I/P, II/P